# Liga Mexicana del Pacífico 1959-60
La Temporada 1959-60 de la Liga Mexicana del Pacífico fue la 2.ª edición y comenzó el 16 de octubre de 1959.
En esta segunda campaña no participó el equipo de Rojos de Ciudad Obregón, cuyos directivos cedieron su lugar al el equipo de Mayos de Navojoa, mientras el club entraba en un período de reorganización. El calendario de juegos se amplió, pasando de 36 a 54 juegos.
El equipo de Naranjeros de Hermosillo no concluyó la temporada, se retiró de la Liga el 17 de enero de 1960, y para terminar la temporada y elegir al campeón de la misma, jugaron dos semanas entre sí los equipos de Guaymas, Empalme y Navojoa.
La temporada finalizó el 7 de febrero de 1960, con la coronación de los Ostioneros de Guaymas al terminar en la primera posición del standing.

## Sistema de competencia

### Temporada regular
Se estableció un sistema de competencia de "todos contra todos", se programó un calendario corrido sin vueltas, jugando 18 series (54 juegos), resultando campeón el equipo con mayor porcentaje de ganados y perdidos (primera posición).

### Final
En caso de que hubiera empate entre los primeros dos lugares de la tabla en cuanto a ganados y perdidos, se jugaría una serie final a ganar 3 de 5 juegos.  

## Calendario
- Número de Series: 3 series en casa x 3 equipos = 9 series + 9 series de visita = 18 series
- Número de Juegos: 18 series x 3 juegos = 54 juegos

## Equipos participantes
| Liga Mexicana del Pacífico 1959-60 |           |                  |                    |                         |           |
| Equipo                             | Fundación | Mánager          | Ciudad             | Estadio                 | Capacidad |
| Mayos de Navojoa                   | 1950      | Laureano Camacho | Navojoa, Sonora    | Revolución              | ***       |
| Naranjeros de Hermosillo           | 1944      | Virgilio Arteaga | Hermosillo, Sonora | Fernando M. Ortiz       | 5,000     |
| Ostioneros de Guaymas              | 1945      | Manuel Magallón  | Guaymas, Sonora    | "Abelardo L. Rodríguez" | 5,000     |
| Rieleros de Empalme                | 1948      | David García     | Empalme, Sonora    | Estrellas Empalmenses   | ***       |

## Standing
| Equipos                  | JJ | JG | JP | JE | JV   | PCT  |
| ------------------------ | -- | -- | -- | -- | ---- | ---- |
| Ostioneros de Guaymas    | 49 | 31 | 17 | 1  | -    | .646 |
| Rieleros de Empalme      | 47 | 27 | 20 | -  | 3.5  | .574 |
| Mayos de Navojoa         | 47 | 19 | 28 | -  | 11.5 | .404 |
| Naranjeros de Hermosillo | 37 | 12 | 24 | 1  | 13.0 | .333 |

| Campeón |

| Se retiró de la competencia |

Nota: Guaymas se coronó campeón al terminar el la primera posición del standing.
Nota: Hermosillo se retiró de la competencia el 17 de enero de 1960, faltado 3 semanas para concluir la temporada.

## Cuadro de honor
| Equipos                  | Posición   |
| ------------------------ | ---------- |
| Ostioneros de Guaymas    | Campeón    |
| Rieleros de Empalme      | Subcampeón |
| Mayos de Navojoa         | 3° Lugar   |
| Naranjeros de Hermosillo | 4° Lugar   |

## Designaciones
A continuación se muestran a los jugadores más valiosos de la temporada.
| Designación         | Ganador         | Equipo                |
| ------------------- | --------------- | --------------------- |
| Jugador Más Valioso | Emilio Ferrer   | Ostioneros de Guaymas |
| Pitcher del Año     | Emilio Ferrer   | Ostioneros de Guaymas |
| Novato del año      | Claudio Soto    | Rieleros de Empalme   |
| Mánager del Año     | Manuel Magallón | Ostioneros de Guaymas |
| Mánager Campeón     | Manuel Magallón | Ostioneros de Guaymas |
| Campeón de Bateo    | David García    | Rieleros de Empalme   |
| Campeón de Pitcheo  | César Gutiérrez | Rieleros de Empalme   |